# Камподипьетра
Камподипьетра (итал. Campodipietra) —  коммуна в Италии, располагается в регионе Молизе, в провинции Кампобассо.
Население составляет 2059 человек (2008 г.), плотность населения составляет 108 чел./км². Занимает площадь 19 км². Почтовый индекс — 86010. Телефонный код — 0874.
Покровителем коммуны почитается святитель Мартин Турский, празднование 11 ноября.

## Демография
Динамика населения:

## Администрация коммуны
- Официальный сайт: http://www.comune.campodipietra.cb.it/ Архивная копия от 25 февраля 2010 на Wayback Machine